# 요크와 올버니 공작 프레더릭
프레더릭 오거스터스(Frederick Augustus, 1763년 8월 16일 - 1827년 1월 5일)는 영국 왕 조지 3세의 둘째 아들이자, 조지 4세의 동생이다. 요크와 올버니 공작(Duke of York and Albany)이다. 샌드허스트 육군사관학교를 설립했으며 프로이센의 프리드리히 빌헬름 2세의 외동딸 프레데리케와 결혼하였다. 프레데리케와 사이에서 낳은 자녀는 없다.
요크는 아버지가 가장 총애한 아들이었으며 형과도 사이가 돈독했다. 1780년부터 그는 아버지의 지시를 받아 영국 육군에서 경력을 쌓기 시작했고 1793년 프랑스의 침공을 막기 위해 플랑드르로 향했다. 그러나 이 출정은 1794년 5월 18일 투르쿠앵 전투에서 조제프 수암군에 패배하여 실패로 돌아갔고 요크는 이 때의 경험을 바탕으로 워털루 전투를 승리로 이끌 수 있었다.